# Acanthonotozoma cristatum
Acanthonotozoma cristatum är en kräftdjursart som först beskrevs av J. C. Ross 1835.  Acanthonotozoma cristatum ingår i släktet Acanthonotozoma och familjen Iphimediidae. Inga underarter finns listade i Catalogue of Life.